# Patzité
Patzité è un comune del Guatemala facente parte del dipartimento di Quiché.